# کنسول افتخاری (فیلم)
کنسول افتخاری (انگلیسی: The Honorary Consul) فیلمی در ژانر درام است که در سال ۱۹۸۳ منتشر شد. از بازیگران آن می‌توان به مایکل کین، ریچارد گی‌یر، باب هاسکینز و خواکیم دی آلمیدا اشاره کرد.